# Каракулка
Каракулка — река в России, протекает в Сивинском районе Пермского края. Устье реки находится в 48 км по правому берегу реки Сива. Длина реки составляет 11 км.
Исток реки на Верхнекамской возвышенности, в 18 км западнее села Сива. Река течёт на северо-восток, протекает село Шулынды и деревни Зырянова и Монастырцы. В селе Шулынды на реке запруда. Приток — Раковка (правый). Устье находится у деревни Монастырцы.

## Данные водного реестра
По данным государственного водного реестра России относится к Камскому бассейновому округу, водохозяйственный участок реки — Кама от города Березники до Камского гидроузла, без реки Косьва (от истока до Широковского гидроузла), Чусовая и Сылва, речной подбассейн реки — бассейны притоков Камы до впадения Белой. Речной бассейн реки — Кама.
Код объекта в государственном водном реестре — 10010100912111100009394.